# Holszany
Holszany (biał. Гальшаны) – agromiasteczko na Białorusi, w obwodzie grodzieńskim, w rejonie oszmiańskim; od 1920 do 1945 r. w Polsce, w województwie wileńskim, w powiecie oszmiańskim, siedziba gminy Holszany.
Siedziba parafii prawosławnej (pw. św. Jerzego Zwycięzcy) i rzymskokatolickiej (pw. św. Jana Chrzciciela).
Holszany, dawne miasteczko, były gniazdem rodowym Holszańskich. W Holszanach urodziła się królowa Zofia Holszańska.
Prywatne miasto szlacheckie położone było w końcu XVIII wieku w powiecie oszmiańskim województwa wileńskiego.

## Historia
Założycielem miasta, wg legendy, był Holsza, jeden z synów Romunta (kniazia litewskiego). Od Holszy wywodzi swoje pochodzenie ród Holszańskich.
Po śmierci Pawła Algimunta Holszańskiego (biskupa łuckiego, a później wileńskiego), Holszany odziedziczyła Helena Dubrowicka. Po jej zaślubinach (w roku 1525) z Pawłem Sapiehą, miasto przeszło w ręce rodziny męża. Ostatnimi dziedzicami majątku holszańskiego z rodu Sapiehów byli Kazimierz (zm. 1639) i Tomasz (zm. 1646). Majątek obciążony znacznymi długami powoli zmieniał właścicieli i podupadał.
Zamek holszański wybudowano w 1610 na zlecenie Pawła Stefana Sapiehy, wicekanclerza Wielkiego Księstwa Litewskiego. Zamek wznosił się na brzegu rzeki Olszanki. Był dwupiętrowy i w kształcie czworoboku z ośmiościennymi wieżami po bokach. Budynek posiadał system ocieplający, wodociągi i kanalizację. Pokoje gościnne oraz galerie zdobiły freski i bogata sztukateria, podłogi wyłożone były terakotą. Wokół zamku zbudowano 3 sztuczne jeziora, których dno wyłożono kafelkami. W rezydencji Sapiehy mieściła się okazała biblioteka i galeria obrazów.
W ciągu wieków zamek kilkakrotnie przebudowywano. Zaczął też popadać w ruinę. W czasach „potopu szwedzkiego” został ograbiony i zniszczony.
W XIX w. należał do rodziny Wołowiczów, Mosiewiczów i Żabów. W 1880, kolejny właściciel (Gorbaniew) rozebrał wieże i część ścian pod budowę karczmy.
W 1618 Paweł Stefan Sapieha ufundował w miejscowości klasztor franciszkanów z kościołem św. Jana Chrzciciela. Wdowa po nim dobudowała do kościoła rotundę, w której umieściła marmurowy nagrobek męża oraz nagrobki jego trzech poprzednich żon. Nagrobki te pozostawały w świątyni do ok. 1970, kiedy to wywieziono je do Muzeum Starożytnej Historii i Kultury Białoruskiej w Mińsku.
Wnętrze świątyni pokryte jest pastelową dekoracją malarską z II połowy XVIII wieku z iluzjonistycznym wizerunkiem wielkiego ołtarza głównego, w którym piętrzące się kolumny sięgają aż po pozorną kopułę.
W czasach zaborów miasteczko i dobra w gminie Holszany, w powiecie oszmiańskim, w guberni wileńskiej Imperium Rosyjskiego. W 1866 liczyło 2679 mieszkańców. Był tu Sąd Pokoju, szkółka wiejska, stacja pocztowa, browar. W 1905 roku miasteczko liczyło 2032 mieszkańców, folwark liczył 52 mieszkańców, 1236 dziesięcin. Miasteczko i folwark były własnością Jagmina.
W II Rzeczypospolitej siedziba wiejskiej gminy Holszany.
W latach 1921–1945 majątek i miasteczko leżały w Polsce, w województwie wileńskim, w powiecie oszmiańskim, w gminie Holszany.
W 1931 miasteczko w 319 domach zamieszkiwało 1926 osób, majątek  w 4 domach 70 osób.
Wierni należeli do miejscowej parafii rzymskokatolickiej i prawosławnej. Miejscowość podlegała pod Sąd Grodzki w Holszanach i Okręgowy w Wilnie; mieścił się tu urząd pocztowy obsługujący znaczną część gminy.
Podczas okupacji hitlerowskiej, w sierpniu 1941 roku Niemcy utworzyli getto dla żydowskich mieszkańców. Przebywało w nim około 700 osób. W październiku roku Niemcy zlikwidowali getto, a Żydów wywieziono do getta w Wołożynie i Oszmianie, a następnie zamordowano. 

## Flaga i herb
Flaga i herb Holszan zostały ustanowione 17 lipca 2006 ukazem prezydenta Białorusi nr 455.

## Znane osoby
- Zofia Holszańska – księżniczka litewska, królowa Polski
- o. Józef Hermanowicz – białoruski duchowny katolicki, pisarz

## Galeria

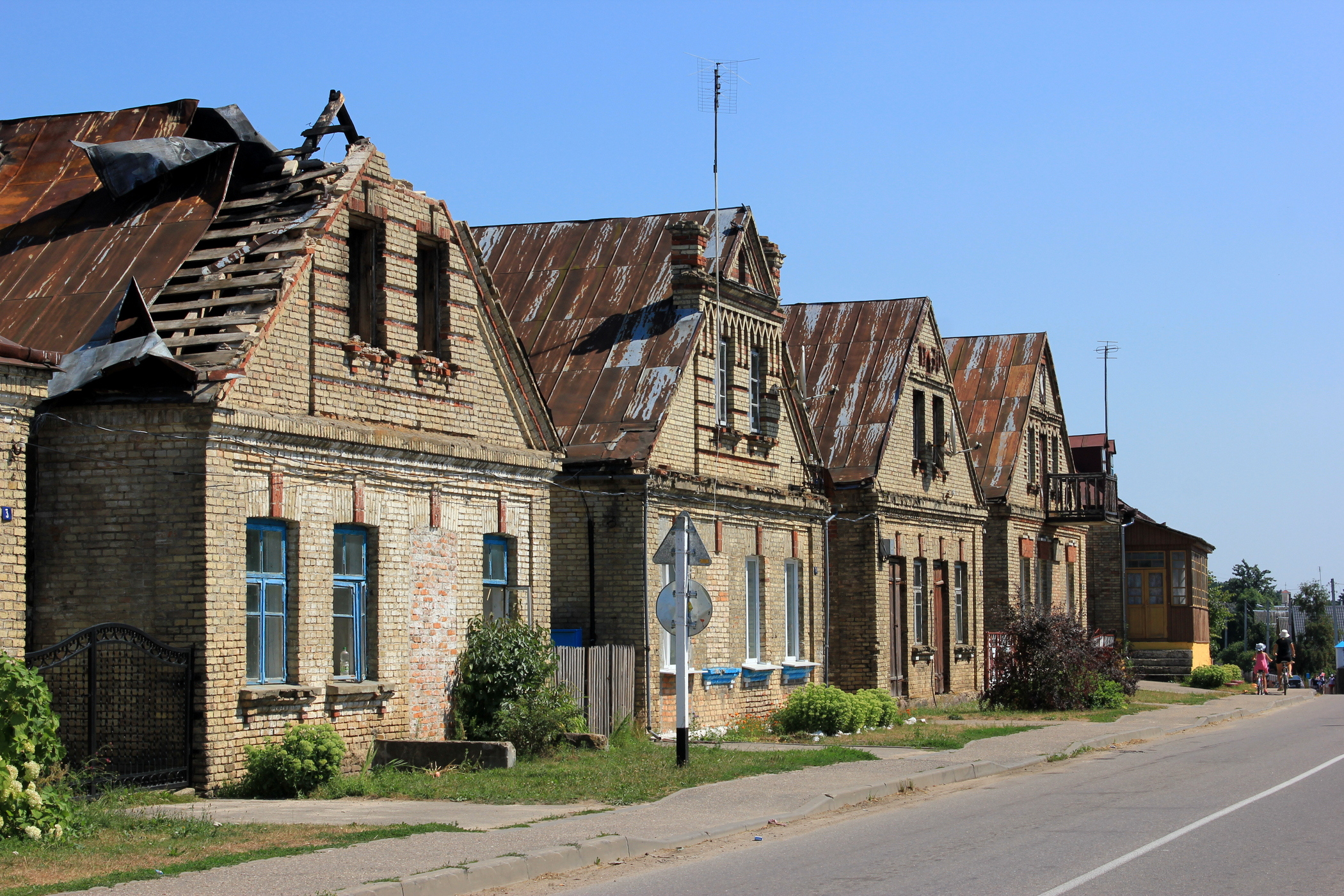
Ulica w Holszanach
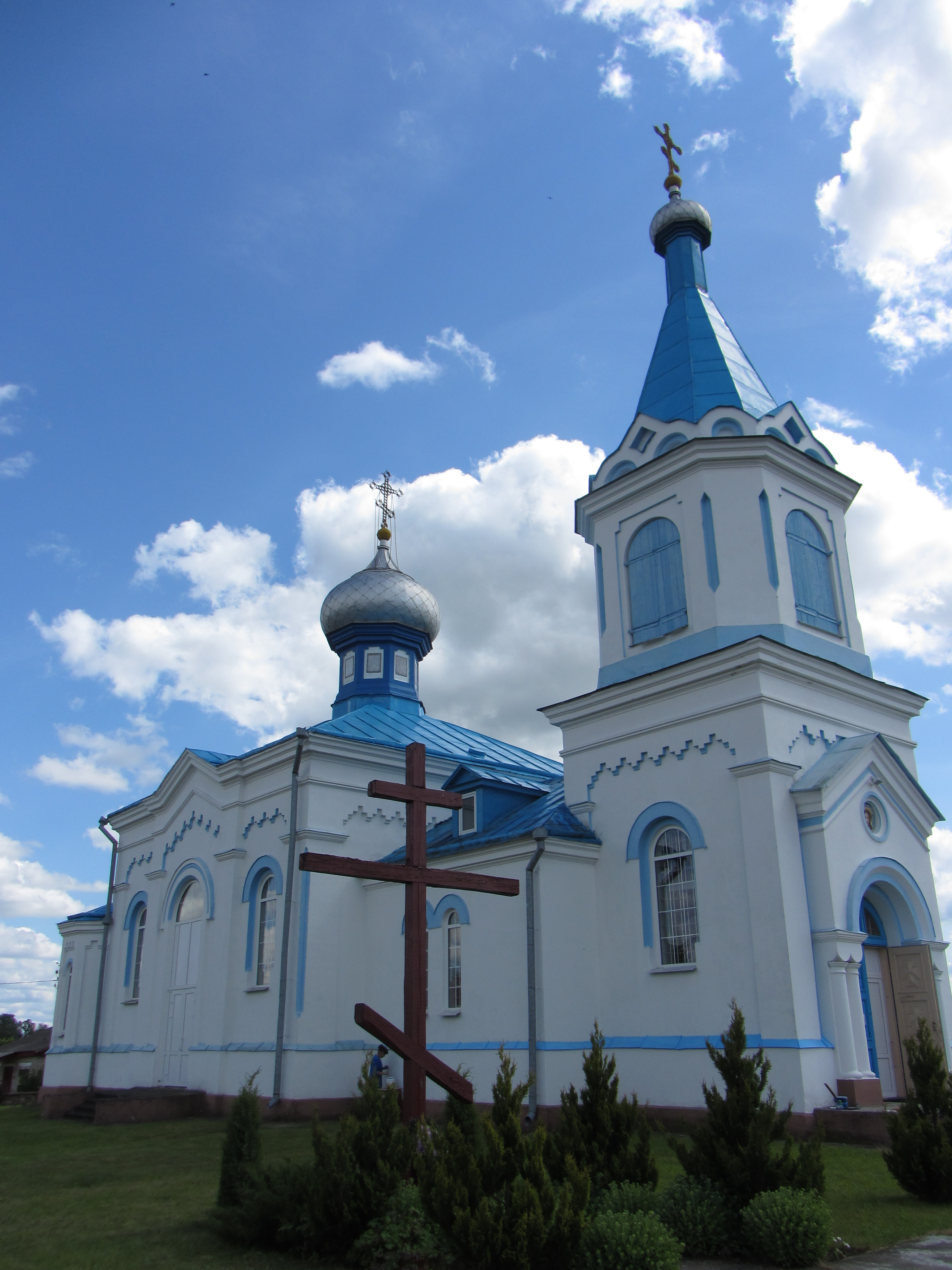
Cerkiew pw. św. Jerzego Zwycięzcy
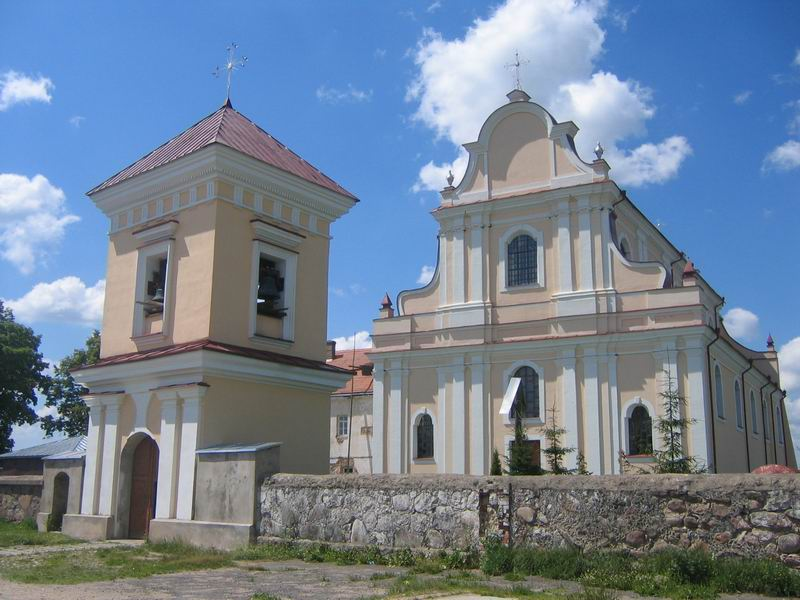
Kościół pw. św. Jana Chrzciciela
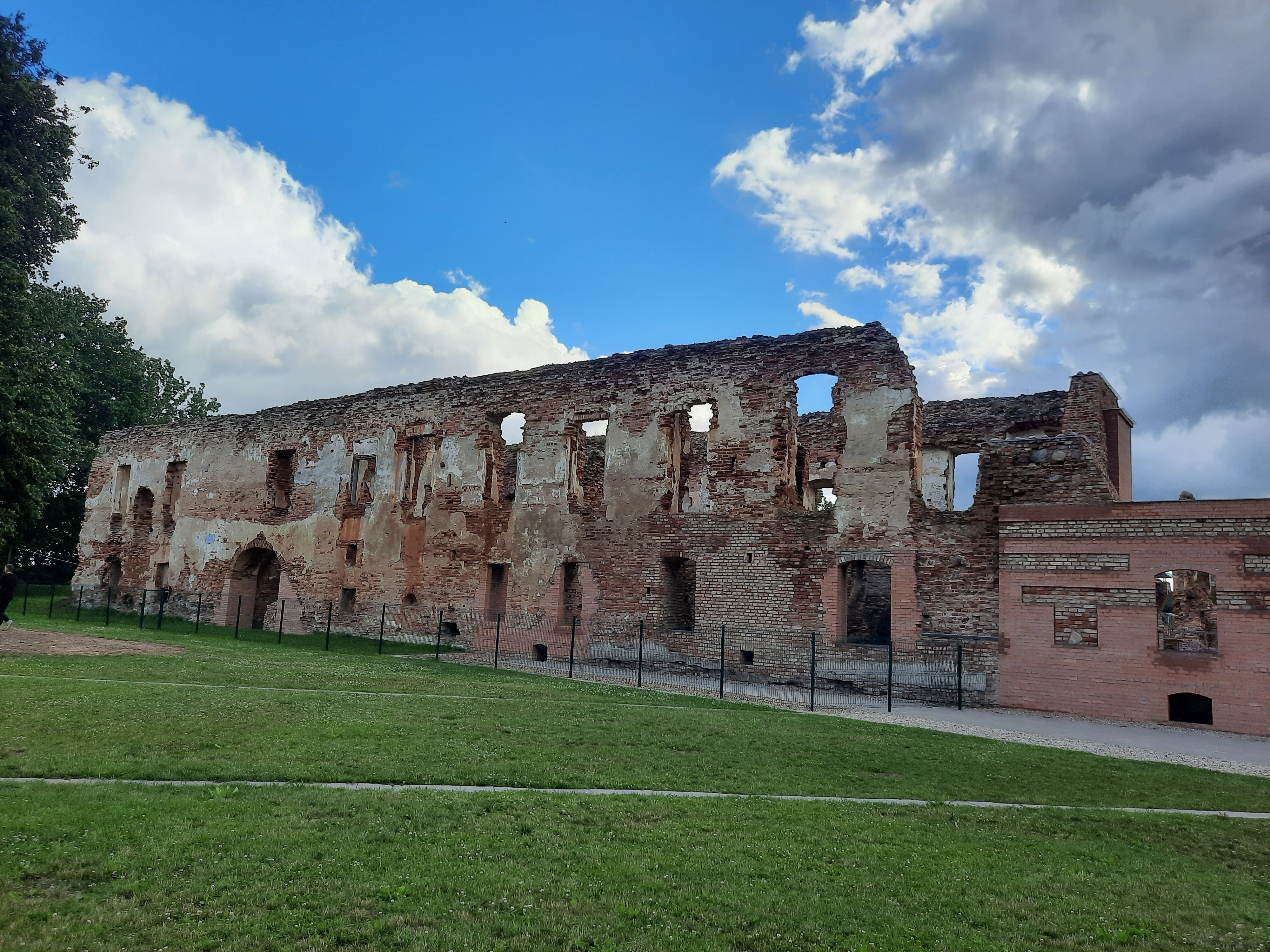
Ruiny zamku w Holszanach